# Picobiliphyta
Picobiliphyta is een in het jaar 2007 bekend geworden algengroep van eukaryoten die in fotosynthetisch picoplankton voorkomen. Het betreft de kleinste vormen vrij in het water zwevende organismen, tussen 3 en 0,5 µm groot.

## Ontdekkingsgeschiedenis
Aan het eind van de jaren negentig zou met het Europese project "Picodiv" opgehelderd worden welke organismen in picoplankton voorkomen. Twee jaar lang werden daarvoor monsters genomen uit de Atlantische Oceaan, uit de Middellandse Zee en voor de kust van Schotland, Alaska en Noorwegen. Picobiliphyta werden voornamelijk aangetroffen in de voedselarme gebieden van koude kustelijke zeeën, waar ze tot wel 50 procent bijdragen aan de biomassa.

## Relatie tot andere organismen
Wetenschappers onderzochten gensequenties van het gen 18S, aanwezig in alle cellen. De identiteit van nieuwe organismen kan afgeleid worden door een vergelijking te maken van bekende en onbekende gensequenties.
"De gensequenties die in deze algen werden gevonden, konden niet in verband worden gebracht met enige andere bekende groep van organismen", zo legden Klaus Valentin en Linda Medlin uit, coauteurs van de studie en moleculair biologen aan het Alfred-Wegener-Instituut in Bremerhaven.
De nieuwe groep organismen bleek ondanks hun late ontdekking een zeer wijde verspreiding te kennen. Naast de ongewone gensequenties wisten de wetenschappers ook phycobiliproteïnen aan de algen te onttrekken. In bijvoorbeeld rode algen komen deze proteïnen voor als kleurpigmenten. Maar in de pas ontdekte algengroep bevonden de phycobiliproteïnen zich in de plastiden, waar de fotosynthese plaatsvindt. Deze locatie van pigmentproteïnen vormde een nieuwigheid, omdat die bij geen enkele andere algensoort was waargenomen. Het was daardoor duidelijk dat het ging om een onbekende soort algen. Verwijzend naar hun kleine afmetingen en de aanwezigheid van phycobiliproteïnen, noemden de wetenschappers de nieuwe groep Picobiliphyta.